# Harlette
Harlette è un marchio motociclistico attivo in Francia e in Italia dal 1924 al 1930.

## Il contesto
Nei primi anni venti la Harley-Davidson aveva conquistato in Europa una discreta nomea sui campi di gara. Sebbene la sua produzione non mostrasse peculiarità spiccatamente sportive, la grossa cilindrata dei suoi motori a volte consentiva ai piloti di prevalere sugli avversari, dotati di moto con cilindrate assai inferiori. Ad esempio, fu in sella a una Harley-Davidson 1000 Model F che il giovane Tazio Nuvolari conseguì la sua prima vittoria motociclistica, sul Circuito di Mantova, nel 1922. 
Tuttavia, nonostante il prestigio e la diffusa conoscenza del marchio, le vendite in Europa restavano molto scarse, soprattutto a causa dei prezzi di vendita enormemente superiori a quelli delle motociclette prodotte nel Vecchio continente. La soluzione si materializzò nel costruire una motoleggera in Europa con la quale trarre vantaggio dalla notorietà del marchio e dalla correlata rete di vendita e assistenza.

## La Harlette-Géco (1924-1928)
Ad inventarsi il marchio Harlette, nome femminile francese che richiama foneticamente la denominazione Harley, fu l'importatrice transalpina della Harley-Davidson Stabilimenti Goode & C. di Neuilly-sur-Seine, che commissionò la realizzazione della motoleggera all'antica azienda metallurgica J. & H. Gerkinet di Jeumont, appena divenuta J. & H. Gerkinet & Co., con il marchio Géco, dopo l'ingresso societario della belga Fabrique Nationale de Herstal.
Alla fine del 1924 iniziò la produzione della Harlette-Géco 125, una sottocanna tecnicamente modesta, dotata di motore a due tempi Gillet-Herstal (nessun collegamento con la francese René Gillet) e dipinta con la tonalità verde all'epoca adottata dalla Harley-Davidson che, grazie al conveniente prezzo di vendita ed alla correlazione commerciale con la casa statunitense, ebbe un discreto successo. Nel 1926 la Harlette-Géco venne migliorata nella ciclistica e nell'aspetto e la cilindrata aumentata a 175 cc, in attesa di essere equipaggiata, pochi mesi dopo, con il nuovo motore a quattro tempi con valvole in testa, di eguale cubatura, prodotto dalla svizzera Zurcher.

## La Harlette-Puch (1925-1927)

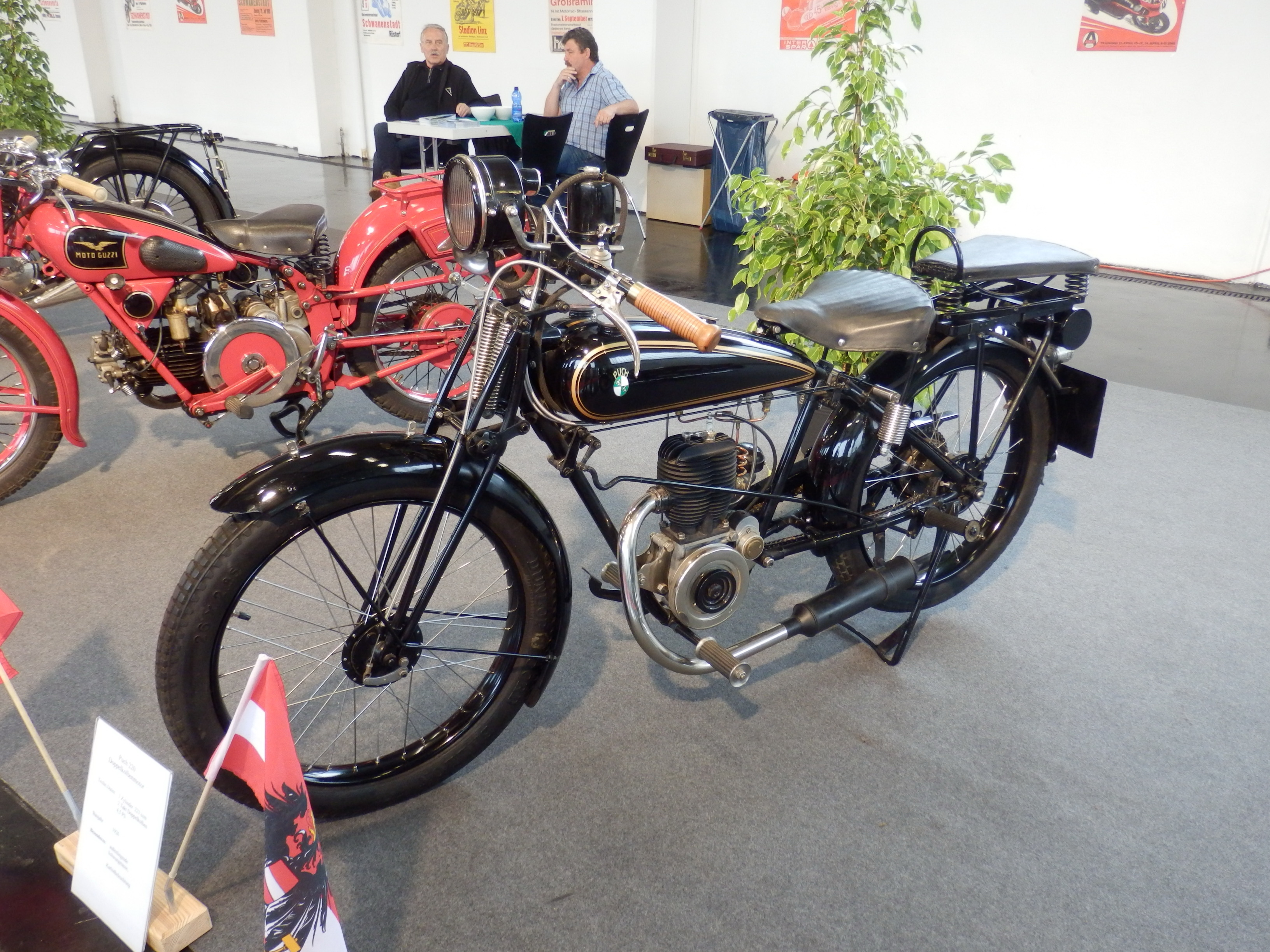
Una Puch 220 del 1926 con motore 2T a cilindro sdoppiato

Anche l'importatrice italiana "Orlandi, Landucci & Lupori" di Lucca decise di testare l'idea importando un paio di Harlette-Géco per esporle nelle sue concessionarie di Milano e Roma, ma gli esemplari francesi non suscitarono l'interesse della clientela. Si decise quindi di realizzare in proprio la moto.
Nei primi mesi del 1925 la Harlette-Puch 175 venne presentata, questa volta ottenendo un apprezzabile consenso. La nuova motoleggera riuscì a colpire il pubblico per la modernità della ciclistica, dotata di freno a tamburo laterale anche all'anteriore e, soprattutto, per la raffinatezza del motore a due tempi con cilindro sdoppiato, costruito dall'austriaca Puch su progetto dell'ing. Giovanni Marcellino. Si tratta di un propulsore che riprende l'originaria soluzione ideata da Adalberto Garelli, introducendo alcune varianti meccaniche innovative, come l'infulcraggio trasversale del piede di biella a "Y".
Le vendite della Harlette-Puch furono anche incentivate dalle subitanee e numerose vittorie sportive che portarono il pilota romano Umberto Faraglia a vincere la neo-istituita classe 175 nel Campionato Motociclistico Italiano del 1926.
Anche successivamente alla conclusione della joint venture con l'importatrice lucchese, avvenuta nel 1927, la Puch continuò a produrre con proprio marchio il modello di motociclo, nelle cilindrate 175 e 220 cc.

## La Harlette-MAS (1927-1930)
Alla fine degli anni Venti la prima stagione tecnica dei motori a due tempi volgeva al termine. Sarebbero poi rinati nel secondo dopoguerra grazie alle intuizioni di Adalberto Garelli sulla valvola a disco rotante e di Walter Kaaden sulle proprietà di risonanza, per poi essere nuovamente accantonati a causa dei loro effetti inquinanti. I motori a quattro tempi, invece, grazie alla continua evoluzione dei settori aeronautico e automobilistico, ormai superavano largamente in prestazioni, a parità di cilindrata, i motori a due tempi.
Questa fu la principale ragione per cui la produzione della Harlette venne affidata alla MAS dell'ing. Alberico Seiling, che provvide a dotare la Harlette del motore monocilindrico a quattro tempi di 175 cc, con distribuzione a valvole in testa, di sua progettazione e costruzione.
Anche successivamente alla cessazione dell'attività commerciale del marchio Harlette, avvenuta nel 1930, Seiling continuò la produzione e l'evoluzione della motoleggera con il marchio MAS e, in seguito, con il marchio Altea.